# 冰凍圈
冰雪圈（英語：cryosphere），這個名詞的英文來自於希臘文中的κρύος(cryos)，指"寒冷"、"霜"或是"冰"；以及σφαῖρα(sphaira)，指"球體"。冰雪圈是用來描述在地表上，水以固態形式出現的區域，包括了：海冰、湖冰、河冰、積雪、冰河、冰帽、冰蓋和凍土。
冰雪圈的性质决定了它與水圈有很大的重疊。 冰凍圈是全球氣候系統的組成部分，通過對地表能量、水分通量、雲、降水、水文、大氣和海洋循環的影響，產生重要的聯繫和回饋。 這些回饋過程使得冰凍圈對全球氣候和全球变化中的氣候模式反應起著重要作用。其中一个直观的例子是：深色的海洋表面通常只反射6%的太阳辐射，而冰可以反射50%~70%。冰消學（deglaciation）描述冰雪圈特徵的衰退。冰雪學（cryology）則是對冰雪圈的研究。此外，根据存在的时间尺度，地球上的冰雪圈可分为间断的、短期的、季节性的、多年的和若干世纪的五种类型。

## 组成
地球上的冰雪圈主要由下列几种组成：

短期的、季节性的和多年的雪盖，它积累流散的冰，并使水汽凝结；在季节性冻结的土壤和山石的裂缝和空隙中包含着的冰；季节性和多年的淡水和咸水冰盖；季节性和多年的地表和地下水冰冻；极地半岛和大陆的山地冰川和雪盖；山石深层含有不同来源的冻结冰，多年、世纪或数千年期间都不融化；含有一固体状态存在的大气水分的移动性云系统。

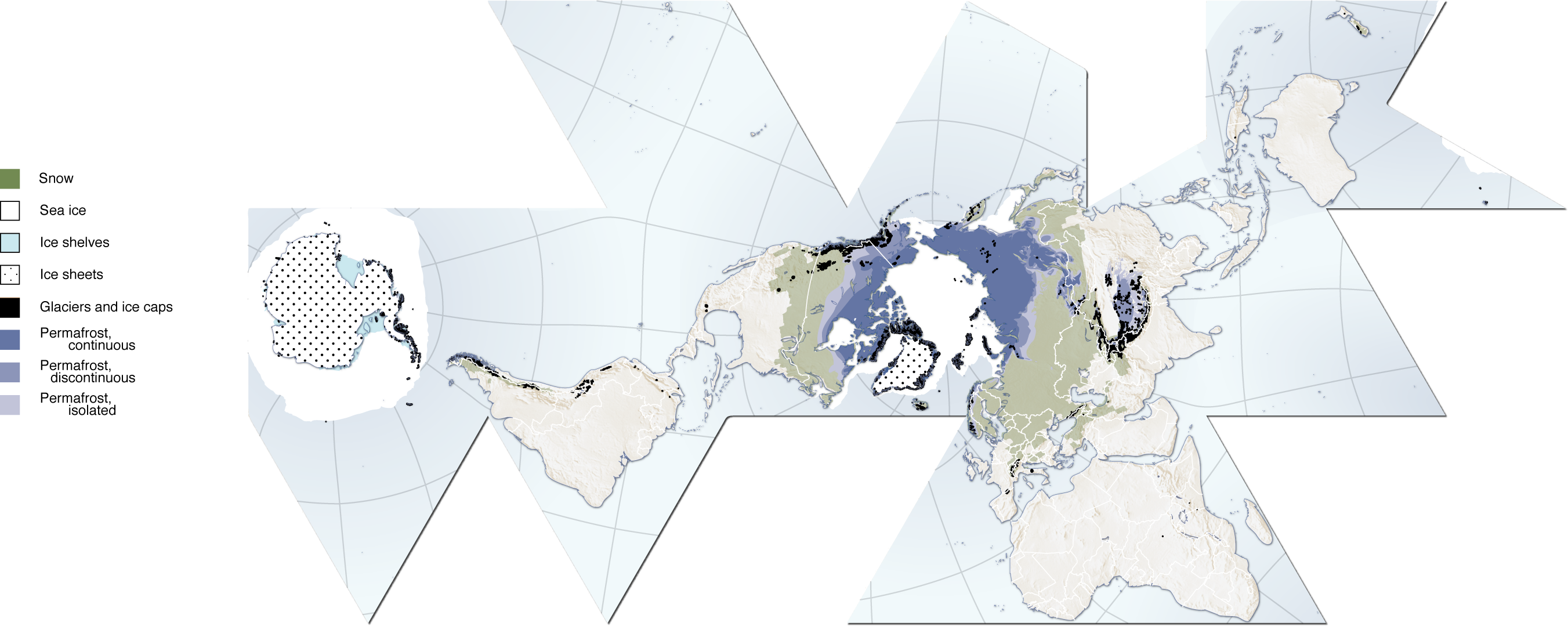
冰雪圈組成的概述。分別包括雪、海冰、冰棚、冰蓋、冰河與冰帽、連續永久凍土帶、不連續永久凍土帶、孤立永久凍土帶。

## 分布
地表上發現的固態水主要為積雪、湖泊和河流中的淡水冰、海冰、冰川、冰蓋、凍土和永久凍土。 每個冰凍圈子系統中水的停留時間差異很大。積雪和淡水冰基本上是季節性的；除了北冰洋中心的海冰以外，絕大多數海冰只會持續幾年。然而，冰川、冰蓋或底土冰中的水分子可能會凍結10-10000年或甚至更長時間。南極洲東部部分地區的冰層年齡可能接近100萬年。
世界上大部分的冰量都是在南極洲，尤其是東南極冰蓋。不過要是從面積來看，北半球冬季積雪面積最大，在1月份平均佔半球面積的23％。

## 冰雪學
冰和雪的氣候作用，與其獨特的物理特性相關。若具備觀察且模擬冰雪覆蓋程度、厚度和物理性質（輻射與熱）的能力，對氣候研究具有特殊的意義。
冰和雪的幾種基本物理性質調節地表和大氣之間的能量交換。最重要的幾個特性是表面反射率（反照率），傳熱能力（熱擴散率）和改變狀態的能力（潛熱）。這些物理性質以及表面粗糙度、發射率和介電特性對於從太空中觀察冰和雪很重要。例如，表面粗糙度通常是決定雷達背向散射強度的主要因素。晶體結構、密度、長度和液態水含量等物理性質，則是影響熱與水的轉移，以及微波能量散射的重要因素。
入射太陽輻射的表面反射率對於表面能平衡（SEB）是重要的，這是太陽輻射反射與入射的比，通常稱為反照率。氣候學家主要關注電磁波譜短波（300－3500奈米）部分的反照率，與主要太陽能輸入吻合。通常，除了森林區域，未融積雪覆蓋表面的反照率很高（可達80-90％）。冰和雪的反照率，導致秋季和春季高緯度地區的表面反射率迅速變化，但這種變化的總體氣候意義在空間和時間上會被雲量所調節。（行星反照率主要由雲量決定，以及冬季在高緯度地區接收到的太陽輻射量較少。）夏季和秋季是北冰洋高平均雲量的時期，因此反照率回饋與大面積海冰分布的季節性變化大幅降低。格羅伊斯曼等人觀察到，在春季（4月至5月），太陽輻射在積雪覆蓋地區最大時，積雪對地球輻射平衡影響最大。
冰雪圈組成的熱性質也具有重要的氣候結果。熱擴散率表示溫度波穿透物質的速度。冰和雪在熱擴散方面的效率比空氣低很多個數量級。積雪隔離地面，海冰隔離海洋，使地表-大氣界面的熱通量和水氣通量去耦合。對於厚度30－40公分以下的薄冰，熱通量仍然是可觀的，但只要有薄冰存在，就能消除水面的水分流失。然而，即使在冰層上有少量的雪，也將顯著地減少熱通量，並降低冰的增長速度。雪的絕熱效果也對水循環有很大的影響。在非永久凍土區域，雪的絕熱效果使得只有接近表層的地面凍結，深水土壤排水不會間斷。
冰和雪在冬季可以避免地表能量大量損失，但因為冰的融化也需要大量能量（融化潛熱，0℃時為3.34×105J / kg），它們也延遲了春季和夏季的回暖。然而，在廣布冰或雪的地區，大氣的靜態穩定性很強，傾向於將即時冷卻效果限制在較淺的層，使相關的大氣異常通常是短暫的、本地局部尺度的。世界上一些地區，如歐亞大陸，已知厚重積雪和春季潮濕土壤相關的冷卻可以調節夏季季風的循環。古茨勒和普雷斯頓也在美國西南部提出了相似的雪-夏季循環回饋的證據。